# IC 447
IC 447（也是IC 2169）是一個位於麒麟座的反射星雲，由美國天文學家愛德華·愛默生·巴納德於1894年1月24日發現。。

## 外部連結
- WikiSky上关于IC 447的内容：DSS2, SDSS, GALEX, IRAS, 氢α, X射线, 天文照片, 天图, 文章和图片